# Adrian (Adriano Celentano)
Adrian è il 39° album in studio del cantante italiano Adriano Celentano, pubblicato il 25 gennaio 2019.

## Storia
L'album è stato pubblicato dalla casa discografica Clan/Universal Music Italia nei formati doppio CD, triplo LP e download digitale. Il cofanetto contiene la colonna sonora dell'omonima serie animata, suddivisa in due sezioni: la prima (CD 1, LP 1 e LP 2) comprende i brani di repertorio di Celentano, a volte in versione remixata; la seconda (CD 2 e LP 3) contiene i brani originali composti da Nicola Piovani. Le versioni fisiche includono anche 2 artbook di cui uno con immagini della serie Adrian e l'altro con i disegni originali di Milo Manara.

## Tracce

### CD 1
1. I want to know (Benny Benassi Remix) – 3:47 (testo: Adriano Celentano, Luciano Beretta – musica: Gino Santercole)
2. Prisencolinensinainciusol (Benny Benassi Remix) – 4:09 (testo: Adriano Celentano – musica: Adriano Celentano)
3. Ti penso e cambia il mondo – 4:22 (testo: Pacifico – musica: Matteo Saggese, Steve Lipson)
4. Storia d'amore – 4:55 (testo: Adriano Celentano, Luciano Beretta, Michele Del Prete – musica: Adriano Celentano, Nando De Luca)
5. Svalutation – 3:11 (testo: Adriano Celentano, Luciano Beretta, Vito Pallavicini – musica: Gino Santercole)
6. I passi che facciamo – 5:33 (testo: Pacifico, Philippe Leon – musica: Adriano Celentano, Fio Zanotti, Gianni Bella)
7. Per sempre – 5:12 (testo: Gianni Bella, Stefano Pieroni – musica: Adriano Celentano, Fio Zanotti, Gianni Bella)
8. Uomo macchina – 3:46 (testo: Gino Santercole – musica: Gino Santercole)
9. Mondo in Mi 7a – 6:12 (testo: Adriano Celentano, Michele Del Prete, Mogol – musica: Adriano Celentano, Michele Del Prete)
10. Un albero di trenta piani – 4:01 (testo: Adriano Celentano – musica: Adriano Celentano)
11. Le stesse cose – 5:42 (testo: Carlo Mazzoni – musica: Fio Zanotti)
12. Ti lascio vivere – 4:33 (testo: Fabrizio Berlincioni – musica: Mauro Spina)
13. La mezza luna – 3:30 (testo: Alberto Larici, Fred Ignor – musica: Heino Gaze)
14. Facciamo finta che sia vero – 3:24 (testo: Franco Battiato, Manlio Sgalambro – musica: Nicola Piovani)
15. Prisencolinensinainciusol – 3:51 (testo: Adriano Celentano – musica: Adriano Celentano)
16. I want to know (Pt. 1) – 2:48 (testo: Adriano Celentano, Luciano Beretta – musica: Gino Santercole)
17. I want to know (Pt. 2) – 5:22 (testo: Adriano Celentano, Luciano Beretta – musica: Gino Santercole)

### CD 2 –Colonna sonora della serie Adrian
1. Adrian – 3:25 (musica: Nicola Piovani)
2. Darian – 2:55 (musica: Nicola Piovani)
3. Gilda – 3:21 (musica: Nicola Piovani)
4. La volpe – 3:25 (musica: Nicola Piovani)
5. In commedia – 4:55 (musica: Nicola Piovani)
6. Il dissanguatore – 4:57 (musica: Nicola Piovani)